# فنسنت بيريرا
فنسنت بيريرا (بالإنجليزية: Vincent Pereira)‏ هو مخرج أمريكي، ولد في 11 مارس 1973 في نيوجيرسي في الولايات المتحدة.

## وصلات خارجية
- فنسنت بيريرا على موقع IMDb (الإنجليزية)
- فنسنت بيريرا على موقع ألو سيني (الفرنسية)
- فنسنت بيريرا على موقع أول موفي (الإنجليزية)
- فنسنت بيريرا على موقع قاعدة بيانات الأفلام السويدية (السويدية)
- فنسنت بيريرا على موقع قاعدة بيانات الفيلم (الإنجليزية)
- فنسنت بيريرا على موقع كينوبويسك (الروسية)